# The Lodgers - Non infrangere le regole
The Lodgers - Non infrangere le regole è un film del 2017 diretto da Brian O'Malley ed interpretato da Charlotte Vega, Bill Milner, ed Eugene Simon.
Il film è stato presentato in anteprima al Toronto International Film Festival 2017.

## Trama
Il film segue le vicende di due gemelli anglo-irlandesi, Rachel ed Edward. I due sono appena diciottenni, e vivono in una tenuta di famiglia in condizioni di degrado. Sono continuamente tormentati dalle anime dei loro avi morti, che abitano al piano di sotto quando è giorno, ma di notte si appropriano anche dei piani di sopra. Queste anime costringono i due a sottostare a regole rigide e severe, spesso anche assurde, in un continuo clima di tensione e terrore. Le regole comprendono l'essere a letto prima di mezzanotte, non fare entrare persone estranee in casa e non abbandonarsi mai l'uno dall'altra.
Inoltre, le anime si trovano intrappolate in quella casa perché macchiate da una grande colpa. Nel corso del film si scopriranno diversi aspetti raccapriccianti, uno dei quali è che Rachel non può fidanzarsi con il ragazzo che le piace, perché secondo le leggi di quella famiglia deve restare pura fino a che non deciderà di concedersi a suo fratello gemello Edward.
La ragazza non sopporta più la situazione e cerca di scappare in tutti i modi mentre suo fratello gemello, spaventato dalla punizione che li attenderebbe nel caso infrangessero le regole, è rassegnato a vivere nell'unico modo che gli è stato insegnato e, pian piano, inizierà a comunicare sempre di più con la casa maledetta.

## Produzione
Il film è stato girato nella Loftus Hall nel 2016.

## Distribuzione
Il film è stato presentato per la prima volta durante il Toronto International Film Festival, durante il primo weekend di proiezioni.
In Italia il film è stato distribuito nei cinema a partire dal 9 marzo 2017.

## Accoglienza

### Incassi
In Italia il film ha incassato 326.000 euro al botteghino.
In tutto il mondo il film ha incassato 916.727 dollari.

### Critica
The Lodgers ha ricevuto recensioni miste da parte della critica professionista. Su Rotten Tomatoes il film ha ricevuto il 56% degli apprezzamenti con un punteggio di 5,8 su 10 basato su 45 recensioni; su Metacritic ha ricevuto invece un punteggio di 52 su 100 sulla base di 8 recensioni.

## Riconoscimenti
- 2017 - Fancine
  - Miglior attrice a Charlotte Vega
  - Migliori effetti speciali

- 2017 - Molins Film Festival[13]
  - Premio della giuria al miglior film

- 2018 - Saturn Award[14]
  - Nomination Miglior film internazionale

- 2018 - Imagine Film Festival
  - Nomination Miglior film

- 2018 - Irish Film and Television Awards[15]
  - Best Visual Effects
  - Nomination Migliore scenografia
  - Nomination Migliori costumi